# Fortim da Ilha da Restinga
O Fortim da ilha da Restinga localizava-se na ilha da Gamboa, mais tarde denominada ilha da Conceição (atual ilha da Restinga), na foz do rio Paraíba do Norte, no litoral do estado brasileiro da Paraíba.

## História
SOUZA (1885) menciona a existência de uma defesa, que denomina como Bateria de São Bento, em uma ilha de areia na foz do rio Paraíba do Norte, entre o Forte de Santo Antônio e o Forte do Cabedelo, com os quais colaborava à época das Invasões holandesas do Brasil (op. cit., p. 78-79).
BARRETTO (1958) menciona que, no contexto da conquista da Paraíba, uma expedição foi armada pelo governo da Capitania de Pernambuco. Partindo de Olinda sob o comando de João Tavares (1579), ergueu uma fortificação de campanha em uma ilha na foz do rio Paraíba do Norte, mais tarde denominada sucessivamente de ilha da Gamboa, ilha da Conceição ou ilha da Restinga. Esse fortim, em madeira, na ponta fronteira à barra, serviu-lhe de apoio contra as investidas dos indígenas da região, tendo sido abandonado em seguida, quando os remanescentes da expedição se retiraram para Pernambuco (op. cit., p. 111).
O mesmo autor, a propósito do Forte de São Filipe, erguido em 1584, no contexto da expedição do Almirante espanhol D. Diogo Flores de Valdés e do Capitão-mor da Capitania da Paraíba, Frutuoso Barbosa (e que computa como em 1582), refere que à época, o proprietário da ilha, Manoel de Azevedo, nela teria erguido uma tranqueira (Tranqueira de Manoel de Azevedo), com a função de vigilância (op. cit., p. 112).
No contexto da segunda das Invasões holandesas do Brasil (1630-1654) a defesa existente na ilha (Bateria da ilha da Restinga) caiu em poder dos neerlandeses a 9 de dezembro de 1634, que, na ocasião, aprisionam o seu comandante, o Capitão Pedro Ferreira de Barros, e a guarnição de quarenta homens que a defendia (op. cit., p. 112).
Ocupada, foi reformada por determinação do Conde Maurício de Nassau (1604-1679), quando de sua visita, em 1637, à Paraíba. BARLÉU (1974) relata as providências, confiadas a Elias Herckmans, diretor da Paraíba:
"Mandou que os soldados cercassem com paus e estacas uma fortificaçãozinha - a Restinga -, (...) procurando garantí-los contra os súbitos assaltos do inimigo." (op. cit., p. 76)
Sobre esta estrutura, Nassau, no "Breve Discurso" datada de 14 de janeiro de 1638, sob o tópico "Fortificações", informa:
"A velha obra dos portugueses na [ilha da] Restinga, que fica ao meio do rio [Paraíba do Norte], foi destruída, e substituída no mesmo lugar por um bom reduto com meios-baluartes, tendo uma bela bateria na cortina que dá para o lado do canal do rio, por onde os navios devem passar. Este lugar é tão forte como nenhum outro no Brasil; está quase a um tiro de colubrina da ilha, e é cercado d'água."
O "Relatório sobre o estado das Capitanias conquistadas no Brasil", de autoria de Adriano do Dussen, datado de 4 de abril de 1640, complementa:
"Um pouco adiante [do Forte Margarete], rio acima, em uma coroa de certa ilhazinha, está o forte da Restinga, que é um reduto grande, com meios-baluartes suficientemente elevados e com uma paliçada em volta. Entre esse forte e a terra firme da ilha há uma distância de cerca de dois tiros de mosquete e, por esse trecho, corre um braço do mar, de modo que a passagem só é possível na vazante; com a maré todo esse trecho fica inundado e impossibilitada então a passagem a vau. Neste forte estão 4 peças de bronze e 3 de ferro, a saber: 2 de 16 libras, 2 de 10 lb, sendo as de ferro 1 de 8 lb, desmontada e 2 de 4 lb."
BARLÉU (1974) transcreve essa informação, computando apenas as peças montadas: "(...) o da Restinga, que se ergue na praia, com sua paliçada, com quatro peças de bronze e duas de ferro;" (op. cit., p. 144). Com relação à paliçada, foi esta novamente determinada por Nassau na iminência do ataque de uma frota espanhola ao Nordeste neerlandês (c. 1639):
"(...) Ele próprio, dirigindo-se à Paraíba, mandou restaurar as fortificações arruinadas, providenciando cuidadosamente todo o necessário à defensão desta província. (...) Cercou também com uma paliçada semelhante [à do forte Margarida] o forte da Restinga, fronteiro ao porto." (op. cit., p. 159)